# Алиева, Гюляра Азиз кызы
Гюляра Азиз кызы Алиева (азерб. Gülarə Əziz qızı Əliyeva; 17 ноября 1933, Баку — 27 июля 1991, там же) — советская азербайджанская пианистка, заслуженный деятель искусств Азербайджанской ССР (1977). Кандидат искусствоведения (1966).

## Биография
Родилась 17 ноября 1933 года в городе Баку, столице Азербайджанской ССР, в семье ректора Азербайджанского медицинского института Азиза Алиева. Сестра Зарифа, братья Джамиль и Тамерлан — известные врачи. 
В 1956 году с отличием окончила Азербайджанскую государственную консерваторию.
Начала творческую деятельность на Азербайджанском государственном телевидении и радио, работала концертмейстером сначала Азербайджанского государственного оркестра народных инструментов под руководством Саида Рустамова, позже — ансамбля народных инструментов «Хатира» под руководством Ахсана Дадашева.
В 1968 году организовала камерно-инструментальный ансамбль «Дан улдузу» («Утренняя звезда»), художественным руководителем которого была до конца жизни. В репертуаре ансамбля были эстрадная музыка из разных стран мира, произведения композиторов Азербайджана и СССР; важное место также занимали песни в национальном стиле, народная музыка и азербайджанские мугамы. Ансамбль состоял как из инструментов, характерных для эстрадно-симфонических ансамблей — гобой, флейта, виолончель, контрабас и т. д., так и из инструментов, традиционных для ансамблей народных инструментов — тар, кеманча. С ансамблем выступали известные азербайджанские музыканты — гобоист Кямиль Джалилов, гитарист Рамиш, певцы: народная артистка СССР Зейнаб Ханларова, народные артисты Азербайджана Флора Керимова, Мамедбагир Багирзаде, Ялчин Рзазаде, Мирза Бабаев и другие. Гастролировали в ряде стран мира, в том числе в Италии, Испании, Алжире, Болгарии, Индии и т. д.
Автор ряда музыкальных произведений, среди них: обработки азербайджанских мугамов — рапсодия «Шуштер», сюита «Хумаюн», фантазии «Шур», «Баяты-Кюрд», аранжировки ряда азербайджанских народных песен.
Вела научную и педагогическую деятельность, в 1966 году защитила кандидатскую диссертацию по теме «Творчество Фикрета Амирова», в 1966-88 годах занимала пост заведующего кафедры музыкальной теории Азербайджанского государственного института искусств.
Погибла 27 июля 1991 года в результате несчастного случая — вышла с виолончелисткой из ансамбля и дочерью на балкон провожать мужа, через некоторое время балкон обрушился.

## Награды
- Заслуженный деятель искусств Азербайджанской ССР (29.06.1977)